# 마르쿠스 프로크
마르쿠스 프로크(독일어: Markus Prock, 1964년 6월 22일~)는 오스트리아의 루지 선수, 지도자, 체육행정인이다. 올림픽에 6회 참가했으며 1992년 동계 올림픽 남자 1인승 은메달, 1994년 동계 올림픽 남자 1인승 은메달, 2002년 동계 올림픽 남자 1인승 동메달을 획득했다. 또한 세계 선수권 대회에서 금메달 5개, 은메달 4개, 동메달 5개, 유럽 선수권 대회에서 금메달 3개, 은메달 5개, 동메달 3개를 획득했다. 또한 루지 월드컵 10회 개인종합 우승을 차지했다.
현역 은퇴 후 루지 지도자, 체육행정인으로 일하고 있으며 2018년부터 오스트리아 루지 연맹 회장을 맡고 있다.